# کروناواک

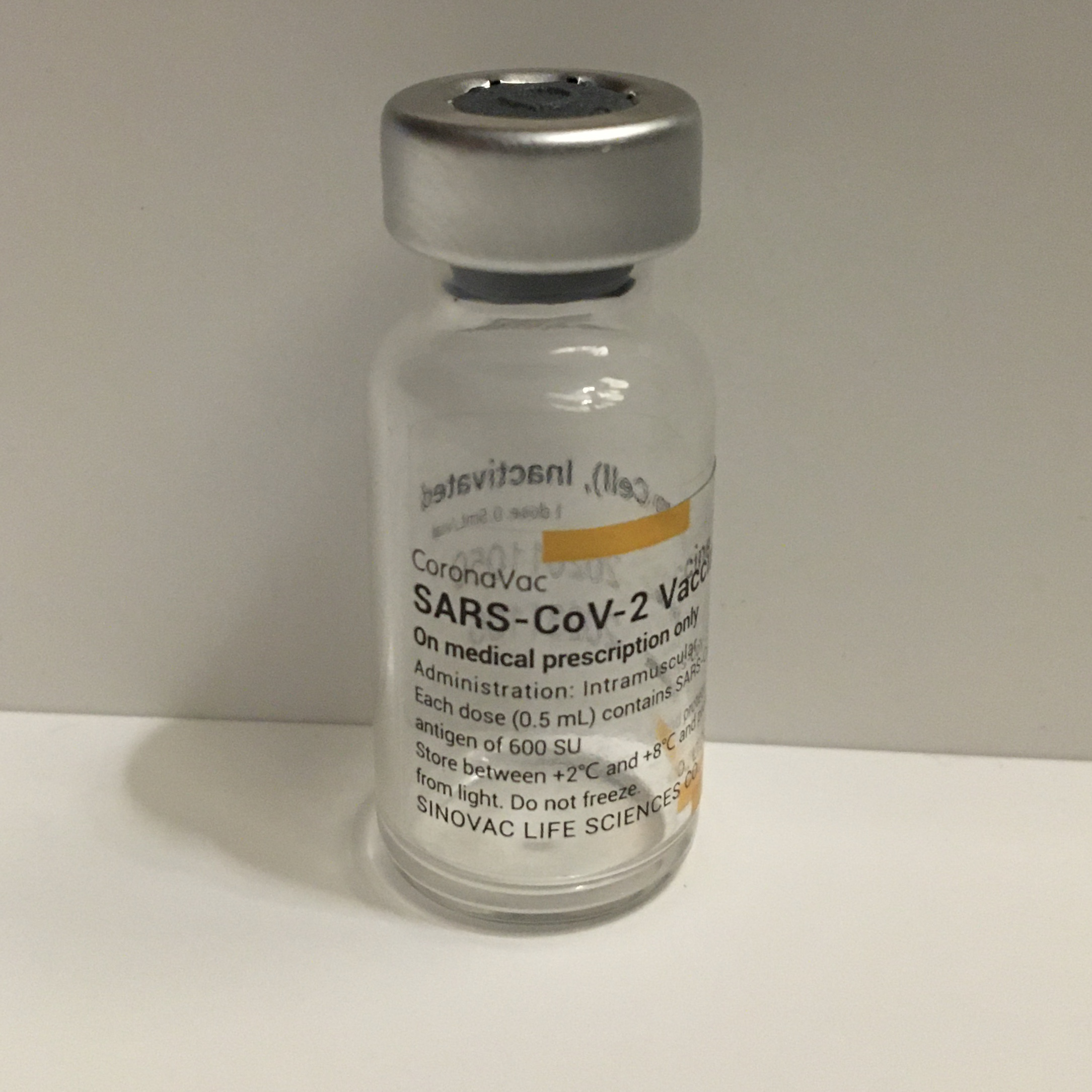
بطری خالی CoronaVac

کروناواک (انگلیسی: CoronaVac) یک واکسن کووید ۱۹ است که توسط شرکت داروهای بیولوژیک چینی سینواک ساخته شده‌است. این واکسن از نوع واکسن غیرفعال شده است و آزمایش‌های مراحل نهایی و کارآزمایی بالینی این واکسن از میانهٔ سال ۲۰۲۰ در برزیل، شیلی، اندونزی و ترکیه آغاز شد. برزیل در تاریخ ۱۲ ژانویه ۲۰۲۱ پس از آزمایش واکسن در جمعیتی ۱۲۵۰۰ نفری میزان اثربخشی این واکسن را تا ۶۵ درصد اعلام کرد که این اثربخشی تقریباً نصف اثربخشی واکسن فایزر یا مدرنا است. این در حالیست که پیش از برزیل، ترکیه اثربخشی واکسن را ۹۱ درصد و اندونزی اثربخشی ۶۵ درصدی را البته در جامعه‌های آماری کوچک‌تر اعلام کرده بودند.